# Actinote mesia
Actinote mesia är en fjärilsart som beskrevs av Jordan 1910. Actinote mesia ingår i släktet Actinote och familjen praktfjärilar. Inga underarter finns listade i Catalogue of Life.